# Saïdou Bokoum
Saïdou Bokoum, né en 1945 à Dinguiraye en République de Guinée, est un écrivain, dramaturge et metteur en scène de nationalité française. Il a aussi deux filles Marietou Bokoum et Fatim Bokoum.

## Biographie
Diplômé de l'École des hautes études en sciences sociales à Paris, DEA de Philosophie Arts et Spectacles[Quoi ?], Saïdou Bokoum est auteur du roman Chaîne (1974), qui a été nommé pour le Prix Goncourt .
Il a écrit et mis en scène des pièces de théâtre qui furent représentées à Avignon, Lagos et Abidjan. Il a enseigné le théâtre et la tradition orale à l'université Paris-VIII  de 2002 à 2010, comme assistant-chercheur au département de théâtre du Centre international de créations d'espaces poétiques.

## Expérience professionnelle
En 1966, il participe avec Souleymane Koly à la création à Paris de l'ensemble Kaloum Tam-Tam.
Il a écrit et mis en scène plusieurs pièces de théâtre :
- Dépossession fut créée au théâtre de la Cité internationale universitaire de Paris puis représentée à Avignon et au FESTAC (en) de Lagos en 1977. Participaient à la création Khady Thiam, ancienne élève du Conservatoire national supérieur d'art dramatique, Claude Derhan, Doura Mané, la Camerounaise Lidya Ewandé, Sidiki Bakaba, Maïté Vauclin et Ahmed Tidiane Cissé, poète, dramaturge et actuel ministre de la culture de Guinée.

Cinq autres pièces ont été créées et représentées en Côte d'Ivoire par la compagnie du Phénix qu'il a fondée et dont il a formé les comédiens (dont Naky Sy Savané, organisatrice du festival Miroirs et cinémas d'Afrique) :
- en 1984, Opération coup de poing
- en 1986, En attendant mon groto, prix du premier FESTAD de Côte d'Ivoire.
- en 1987, Madame le ministre
- en 1988, Chic choc chèque
- en 1990, Allocodrames.

Saïdou Bokoum a été nommé chevalier de l'Ordre du Mérite national de Côte d'Ivoire après huit ans d'une coopération France-Côte d'Ivoire où il a participé à la création du CAFAC (devenu l'Institut national supérieur des arts et de l'action culturelle).

## Publications
- Chaîne, Denoël, 1974, nommé pour le Prix Goncourt [1].